# Leptochilus radoschowskii
Leptochilus radoschowskii är en stekelart som först beskrevs av André 1884.  Leptochilus radoschowskii ingår i släktet Leptochilus och familjen Eumenidae. Inga underarter finns listade i Catalogue of Life.